# Echion (Sohn des Portheus)
Echion (altgriechisch Ἐχίων Echíōn, deutsch ‚der Schlangenmann‘, von ἔχις échis, deutsch ‚Viper‘) ist in der griechischen Mythologie der Sohn des Portheus.
Er kämpfte im Trojanischen Krieg und war einer der Griechen, die sich im Trojanischen Pferd versteckten. Er wurde getötet, als er heraussprang.